# Никос Цукас
Никос Цукас (на гръцки: Νίκος Τσούκας) е гръцки театрален и киноактьор и писател.

## Биография
Роден е в 1935 година в македонското градче Дескати. Учи в драматичното училище на Пелос Кацелис. За първи път се появява в театъра през 1962 година, когато играе с Мимис Фотопулос в пиесата „Вън са крадците“ (Εξω οι κλέφτες). След това той играе с Ели Ламбети в „Нашият малък град“ (Η μικρή μας πόλη), а по-късно си партнира с Катерина Василаку, Костас Мусурис, Ламброс Констандарас, Дзени Карези, Костас Ригопулос, Какия Аналити, Сотирис Мустакас, Аликис Вуюкласик и други.
Дебют в киното прави в 1962 година с филмите „Предадена любов“ (Προδομένη Αγάπη) и „Булката го затвори“ (Η Νύφη το 'Σκασε). Най-забележителните му роли са във филмите: „Вилата на оргиите“ (Η Βίλλα των Οργίων), „Нераидата и юнакът“ (Η Νεράϊδα και το Παλληκάρι), „Сприхавият“ (Το Στραβόξυλο), „Красавицата на бръснаря“ (Η Ωραία του Κουρέα).
На малкия екран за пръв път се появява в сериала „Пътешествие“ (Ταξίδι), който го прави популярен сред широката публика, последван от „Паркиинг“ (Πάρκινγκ), „Когато бях учител“ (Όταν ήμουν δάσκαλος) и други.